# Sévernaia Ozeréievka
Sévernaia Ozeréievka - Северная Озереевка (rus) - és un poble del krai de Krasnodar, a Rússia. Es troba a la península d'Abrau, a la vora del riu Diursó, a 11,5 km a l'oest de Novorossiïsk i a 113 km al sud-oest de Krasnodar, la capital.
Pertany al municipi d'Abrau-Diursó.